# سازمان اتکا
سازمان اتکا یا سازمان تعاونی مصرف کادر نیروهای مسلح یک هلدینگ تحت مالکیت وزارت دفاع و پشتیبانی نیروهای مسلح است.
اتکا ابتدا در سال ۱۳۴۴ تحت عنوان اتحادیه تعاونی ارتش به وجود آمد و در سال ۱۳۸۴ به عنوان شرکت فروشگاه‌های زنجیره‌ای اتکا تغییر نام داد.

## تاریخچه
در سال ۱۳۳۴ با تصویب مجلس، «سازمان تعاونی مصرف کادر نیروهای انتظامی» تشکیل شد که در سال ۱۳۴۷ به «سازمان تعاونی مصرف کادر نیروهای مسلح شاهنشاهی» تغییر نام داد. پس از انقلاب ۱۳۵۷ و با تصویب مجلس در سال ۱۳۶۲، نام سازمان به «سازمان تعاونی مصرف کادر نیروهای مسلح جمهوری اسلامی ایران» تغییر یافت.
با تصویب مجلس در شهریور ۱۳۹۵، این سازمان در حکم نهاد عمومی غیردولتی به احتساب آمد.

## مقر سازمان
مرکز اصلی این سازمان در تهران خیابان امام خمینی بعد از میدان حسن‌آباد، خیابان شهید مرادی قرار دارد. 

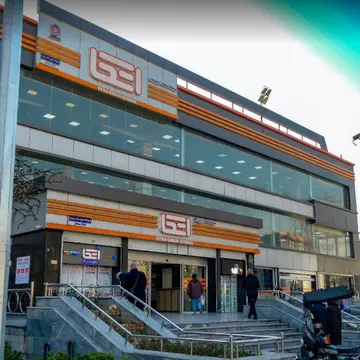
فروشگاه مرکزی اتکا واقع در محله منیریه

## شرکت‌های تابعه
این هلدینگ دارای ۲۱ شرکت تابعه است که عبارت اند از:
- صنام سرویس
- کشت و صنعت شهید بهشتی
- بیمه اتکاگران امیر
- فردوس برتر
- بهین گستر پارسیان
- خضرا المستقبل
- خدمات مسافرتی هوایی جهانگردی و زیارتی هوایی پرواز هدهد
- روغنکشی خرمشهر
- سمارت الکترونیک
- بی همتا صنعت جاودانه
- بازرگانی و پخش سفیر نور جنت
- مزارع نوین ایرانیان
- مرکز تحقیقات و نوآوری
- فروشگاه‌های زنجیره‌ای اتکا
- قند پانیذفام
- فخر ایران
- جنگل‌های شفارود
- سرمایه‌گذاری امیر
- سرمایه‌گذاری و توسعه ساختمان اتکا
- ایران گارمنت
- سهامی مزرعه نمونه

### نام‌های تجاری
این سازمان بیش از ۶۳ برند را تحت مدیریت خود دارند. از مهم‌ترین برندهای متعلق به سازمان اتکا می‌توان: ورامین، گل بانو، سبا، دلنوش، جوانه، رشا، سپیدان، زمرد، مرغیران، اسمارت، صنام، سان لاین، بانی، سپینود، فخر و ویکتوریا را نام برد 
دایره محصولات تولیدی این سازمان را محصولات باغداری، کشاورزی، شالیکاری، دامپروری، طیور، آبزیان، انواع روغن‌های خوراکی، قند و شکر، انواع محصولات کنسروی، شوینده‌ها، منسوجات، لوازم خانگی، محصولات سلولزی در بر می‌گیرد.

## ماهیت حقوقی سازمان
این سازمان از حیث منابع مالی یک سازمان خصوصی به حساب می‌آید و در بودجه‌های دولتی برای آن ردیف بودجه‌ای در نظر گرفته نمی‌شود. از نظر بانک مرکزی یک سازمان دولتی بوده برای گرفتن تسهیلات بانکی شمول قوانین دستگاه‌های دولتی می‌شود. از منظر مدیریتی اتکا یک سازمان دولتی به حساب می‌آید و مدیرعامل آن توسط وزارت دفاع منصوب می‌شود. از حیث خدمات‌دهی اما خدمات آن عمومی بوده و به مانند شرکت‌های خصوصی فعال در این زمینه به تمام مردم خدمات ارائه می‌دهد. همین چندگانه باعث شده‌است که طبق گزارش مرکز پژوهش‌های مجلس لزوم تعیین و تکلیف ماهیت این سازمان باید در دستور کار قرار گیرد. از آنجا که این سازمان زیر نظر نیروهای مسلح حساب می‌شود تعیین و تکلیف آن نیاز به اذن رهبر دارد.

## فهرست مدیر عاملان
- عباسقلی بختیار (۱۳۵۴ تا ۱۳۵۶)
- حسن عابدینی
- حبیب‌الله بوربور (۱۰ فروردین ۱۳۷۰[۸] تا آبان ۱۳۷۶)
- سید مسعود میرکاظمی (آبان ۱۳۷۶ تا مهر ۱۳۸۰)
- حسین منصوری (مهر ۱۳۸۰ تا ؟)[۹]
- علی کاظمی (؟ تا آبان ۱۳۹۲)
- محمدمهدی کربلائی (آبان ۱۳۹۲ تا دی ۱۳۹۷)[۱۰]
- عیسی رضایی (دی ۱۳۹۷ تا آبان ۱۳۹۹)[۱۱]
- مسعود حشمتی‌پور (آبان ۱۳۹۹ تا آذر ۱۴۰۰)[۱۲]
- مرتضی اعلمی (آذر ۱۴۰۰ تاکنون)[۱۳]

## فعالیت‌های بین‌المللی

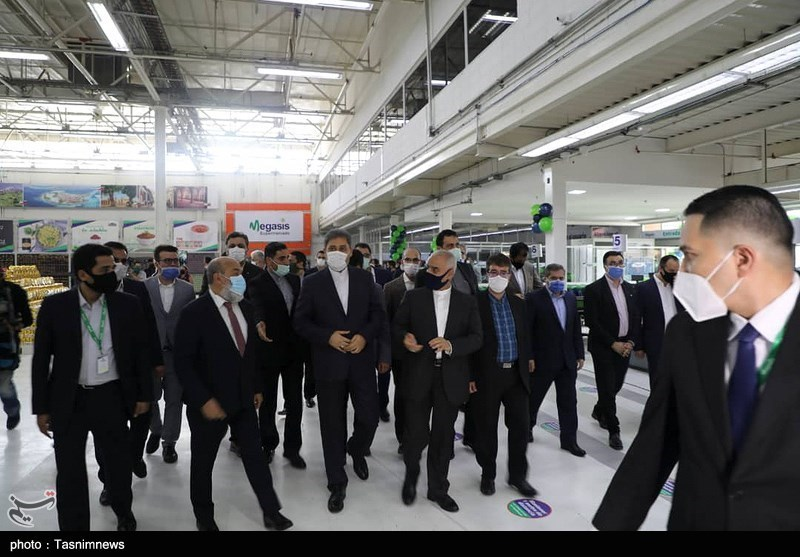
فروشگاه اتکا در ونزوئلا

در سال ۱۳۹۹ اولین فروشگاه خارج از ایران اتکا در کشور ونزوئلا و شهر کاراکاس در زمان مدیریت عیسی رضایی افتتاح گردید. این فروشگاه مگاسیس (Megasis) نام داشت. نام این فروشگاه بر گرفته از نام یک روستا از توابع بخش مرکزی شهرستان دشت آزادگان در استان خوزستان است. این خبر با توجه به دوران تحریم‌ها و حساسیت‌های زیاد بین دو کشور ایران و ونزوئلا در رسانه‌های داخلی و بین‌المللی بازتاب زیادی پیدا کرد.
پس از افتتاح این فروشگاه رسانه‌های مخالف حکومت ایران شبهاتی در زمینهٔ فعالیت اصلی این فروشگاه برای انتقال سلاح به ونزوئلا مطرح کردند. تا به امروز هیچ گونه سندی برای اثبات این مدعا یا جوابیه‌ای رسمی از سمت سازمان ارائه نشده‌است. ریشه این اتهامات تنها به سابقه نظامی مدیر آن زمان اتکا بر می‌گردد. همچنین صورت‌های مالی این فروشگاه با توجه به شرکت سهامی عام نبودن این سازمان منتشر نشده و اطلاعی از سود دهی آن وجود ندارد.
در فروشگاه مگاسیس بیش از ۲۵۰۰ قلم کالای ایرانی به مشتریان ارایه می‌گردد.
میزان سرمایه‌گذاری در فاز نخست این فروشگاه ۱۰ میلیون دلار بوده‌است.